# Buna Vestire (pictură din Muzeul Luvru)
Buna Vestire este o pictură realizată în jurul anului 1478, aflată la Muzeul Luvru din Paris. Pictorul acestei lucrări rămâne îndoielnic. Dovezile documentate arată că acestă operă este partea unui altar pictat pentru Catedrala din Pistoia. Pictura a fost începută probabil de Andrea del Verrocchio și executată de Lorenzo di Credi. În 1875 opera a fost judecată ca fiind lucrată de Leonardo da Vinci.